# Caromb
 Caromb  es una población y comuna francesa, en la región de Provenza-Alpes-Costa Azul, departamento de Vaucluse, en el distrito de Carpentras y cantón de Carpentras-Nord.
Está integrada en la Communauté d'agglomération Ventoux - Comtat Venaissin.

## Demografía
| 1763 | 1901 | 2114 | 2266 | 2640 | 3117 |
| Para los censos de 1962 a 1999 la población legal corresponde a la población sin duplicidades (Fuente: INSEE [Consultar]) |      |      |      |      |      |

Su aglomeración urbana tenía 6634 habitantes en el censo de 1999 e incluye Modène.